# Carl Ludwig Engel
Pour les articles homonymes, voir Engel.

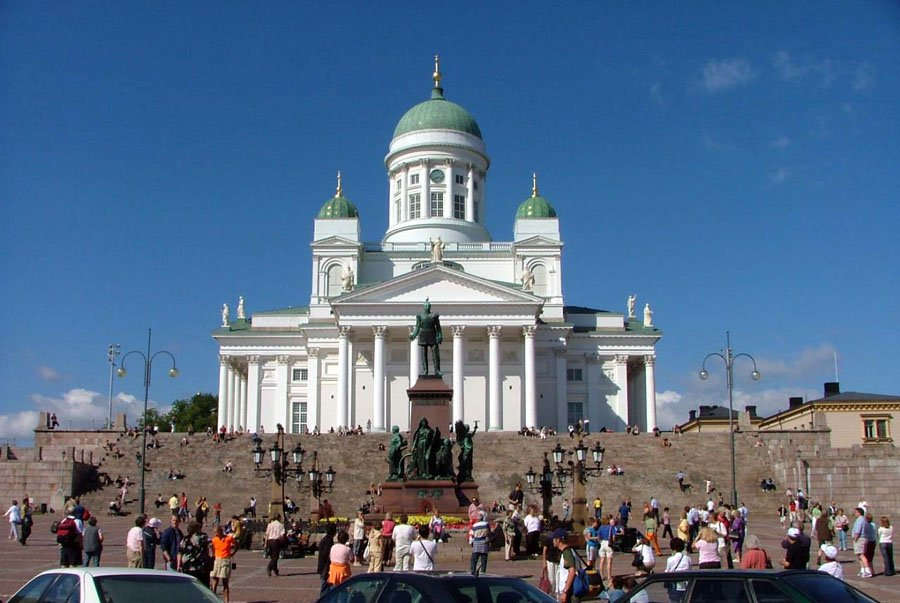
La cathédrale luthérienne d'Helsinki.

Johann Carl Ludwig Engel (né le 3 juillet 1778 à Charlottenburg et mort le 4 mai 1840 à Helsinki) est un architecte et peintre prussien.

## Biographie
Carl Ludwig Engel naît en 1778 à Charlottenburg, près de Berlin, dans une famille de maçons. C'est probablement comme apprenti maçon qu'il découvre le métier d'architecte. Il se forme à la Bauakademie de Berlin, puis il travaille pour l'administration de la construction en Prusse. La stagnation économique due à la victoire de Napoléon contre la Prusse en 1806 le force, comme d'autres architectes, à trouver du travail à l'étranger.
En 1808, il se porte candidat au poste d'architecte de la ville de Tallinn, en Estonie. Il obtient le poste et de ce fait travaille près de Saint-Pétersbourg, de l'Empire russe et de la Finlande. Après quelques années à Tallinn, il doit à nouveau déménager par manque de travail.
De 1814 à 1815, il travaille pour un homme d'affaires à Turku et entre en contact avec Johan Albrecht Ehrenström qui dirige le projet de reconstruction d'Helsinki qui vient d'être choisie comme capitale du tout nouveau grand-duché de Finlande. Ehrenström cherchait un architecte talentueux pour travailler à ses côtés. Cette rencontre est cruciale pour l'avenir professionnel de Carl Ludwig Engel. À cette époque, pourtant, il ne reste pas en Finlande et en mars 1815, il trouve un emploi à Saint-Pétersbourg.
En 1816, Engel projette de rentrer dans sa ville natale mais simultanément Ehrenström peut le faire revenir à Helsinki. Il dessine les nouveaux plans de la ville qui sont montrés au tsar Alexandre Ier et en février, Engel devient architecte du comité de reconstruction d'Helsinki.
En 1819-1820, quand les premières constructions d'Engel se terminent, il obtient un statut de chef architecte du grand-duché et il a de plus en plus de projets de construction publics et privés en Finlande.
Engel travailla comme directeur des bâtiments publics jusqu'à sa mort.

## Œuvres
Ses œuvres les plus remarquables sont situées à Helsinki, qu'il a aidé à reconstruire. Elles comprennent la place du Sénat et les bâtiments qui l'entourent comme la cathédrale luthérienne, le palais du Conseil d'État, la bibliothèque et le bâtiment principal de l'université.

### Œuvres majeures à Helsinki
- 1818, Vanha raatihuone,
- 1820, Palais du Conseil d'État,

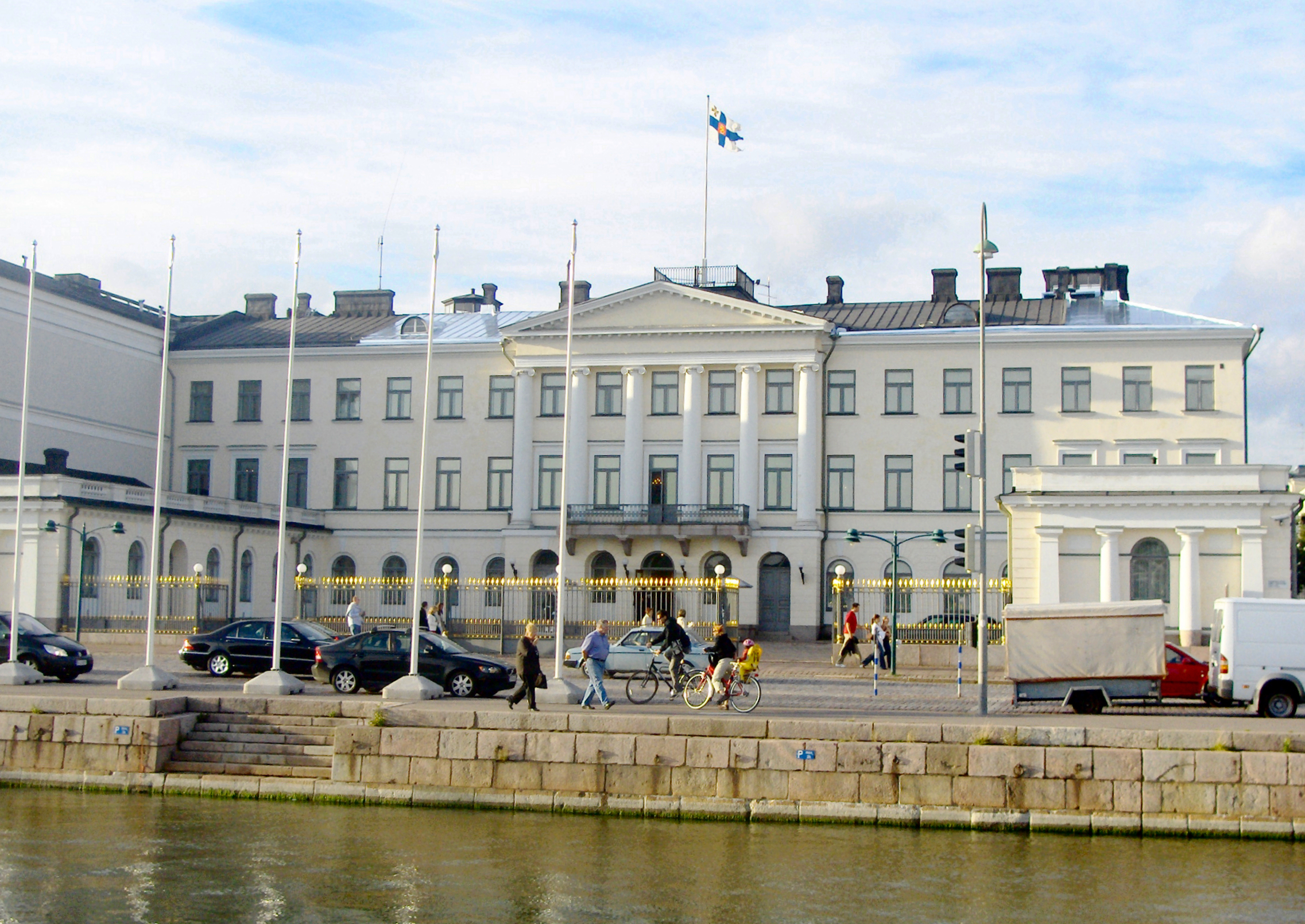
L'ancien palais du Tsar, actuellement le palais présidentiel.

- 1822, Bâtiment principal du Ministère finlandais de la défense,
- 1823, Îlot Topelia de l'université d'Helsinki,
- 1825, Smolna,
- 1826, Vieille église d'Helsinki
- 1827, Église de la Sainte-Trinité
- 1832, Université d'Helsinki
- 1832, Hôtel de ville d’Helsinki,
- 1834, Observatoire de l'université d'Helsinki
- 1838, Ministère des Affaires étrangères (Finlande),
- 1840, Bibliothèque nationale de Finlande
- 1840, Hôpital de Lapinlahti
- 1841, Palais présidentiel,
- 1852, Cathédrale luthérienne d'Helsinki,

### Autres monuments en Finlande
- 1818, Observatoire de Vartiovuori, Turku,
- 1820, Manoir de Moisio, Elimäki, Kouvola
- 1824, Église de Jämsä, Jämsä,
- 1826, Poste et douane d'Eckerö (en), Eckerö,
- 1826, Lycée de Kuopio, Kuopio,
- 1827, Nouvelle église de Keminmaa, Keminmaa,
- 1827, Église de Lapinjärvi, Lapinjärvi (Clocher),
- 1827, Cathédrale de Lapua, Lapua,
- 1830, Église de Sahalahti, Kangasala,
- 1831, Église médiévale d'Hollola, Tampere (clocher),
- 1831, Église de Suodenniemi, Suodenniemi (clocher)
- 1831, Église de Korsnäs (sv), Korsnäs,
- 1831, Église d'Orisberg, Isokyrö,
- 1831, Église de Kittilä, Kittilä,
- 1831, Mairie de Kajaani, Kajaani,
- 1831, Lycée d'Oulu, Oulu,
- 1832, Église d'Ahlainen, Pori (Clocher),
- 1832, Église d'Uskela, Salo,
- 1832, Cathédrale d'Oulu, Oulu,
- 1833, Église d'Isojoki, Isojoki,
- 1833, Église de Sysmä, Sysmä, (Agrandissement)
- 1835, Église de Laukaa, Laukaa,
- 1836, Manoir de Vuojoki (fi), Eurajoki,
- 1836, Église d'Alajärvi, Alajärvi,
- 1836, Résidence du gouverneur , Hämeenlinna
- 1837, Église de Nokia, Nokia,
- 1838, Église de Pusula
- 1838, Musée d'art de Tampere
- 1839, Église de Kankaanpää, Kankaanpää,
- 1839, Église de Pälkäne, Pälkäne
- 1839, Théâtre suédois de Turku, Turku (façade),
- 1840, Mairie d'Hamina, Hamina,
- 1841, Mairie de Pori, Pori,
- 1842, Église de Kärsämäki, Kärsämäki,
- 1842, Église d'Heinola, Heinola (clocher),
- 1843, Presbytère d'Utsjoki (fi), Utsjoki,
- 1843, Église Saint-Jean, Hamina,
- 1844, Ancien hôpital de Vaasa
- 1845, Église de Luumäki, Luumäki,
- 1845, Église orthodoxe de Turku, Turku
- 1846, Église de Leppävirta (fi), Leppävirta,
- 1845, Manoir de Wiurila, Halikko,

### Autres monuments dans lesterritoires cédés
- 1833, Église de Säkkijärvi (fi), Säkkijärvi,
- 1839, Église de Suistamo (fi), Suistamo,
- 1845, Église de Jaakkima, Jaakkima,

### Monuments dans d'autres pays
- 1814, Palais Kaulbars, Tallinn

### Galerie photographique

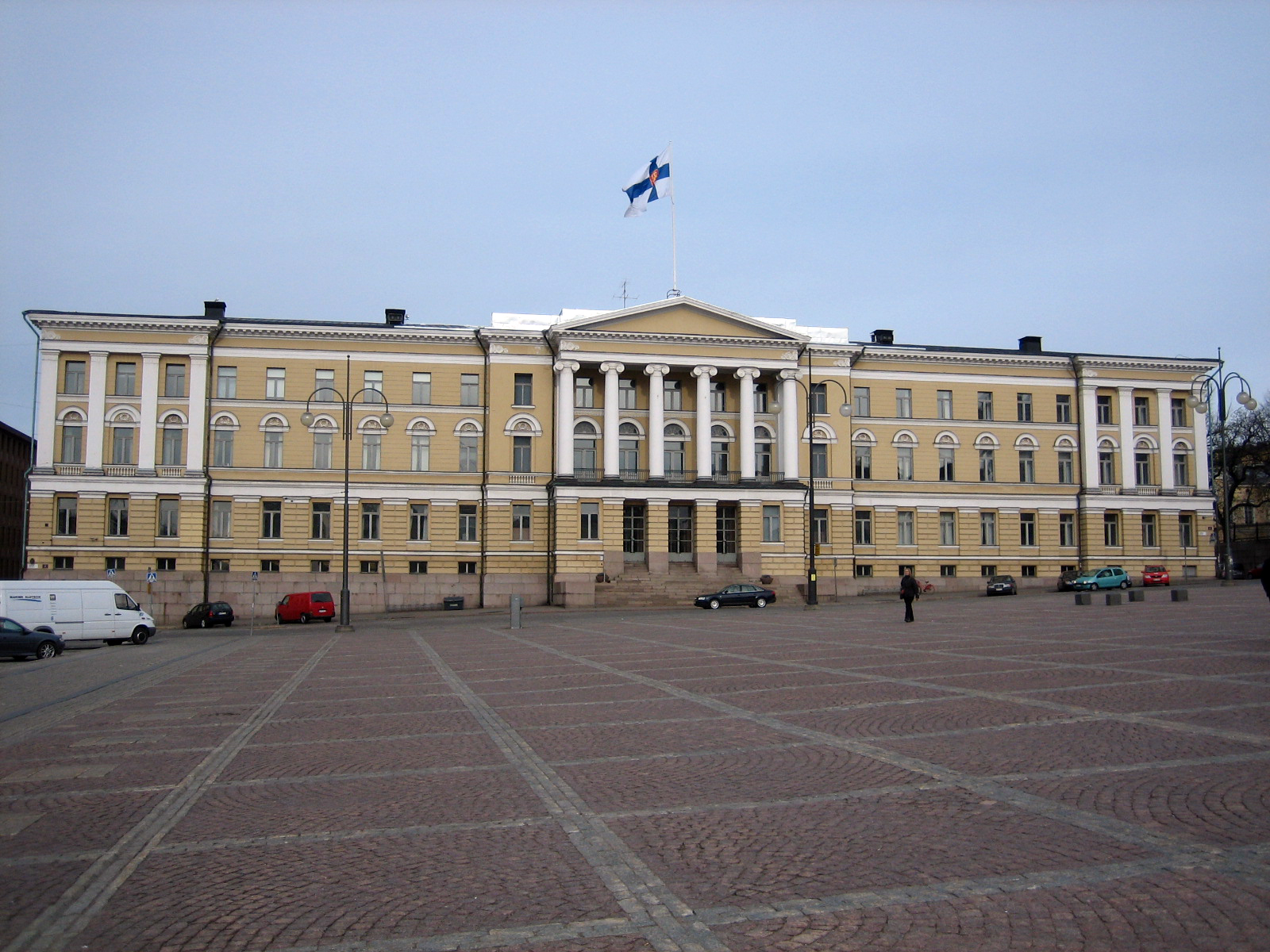
Le bâtiment principal de l'université d'Helsinki
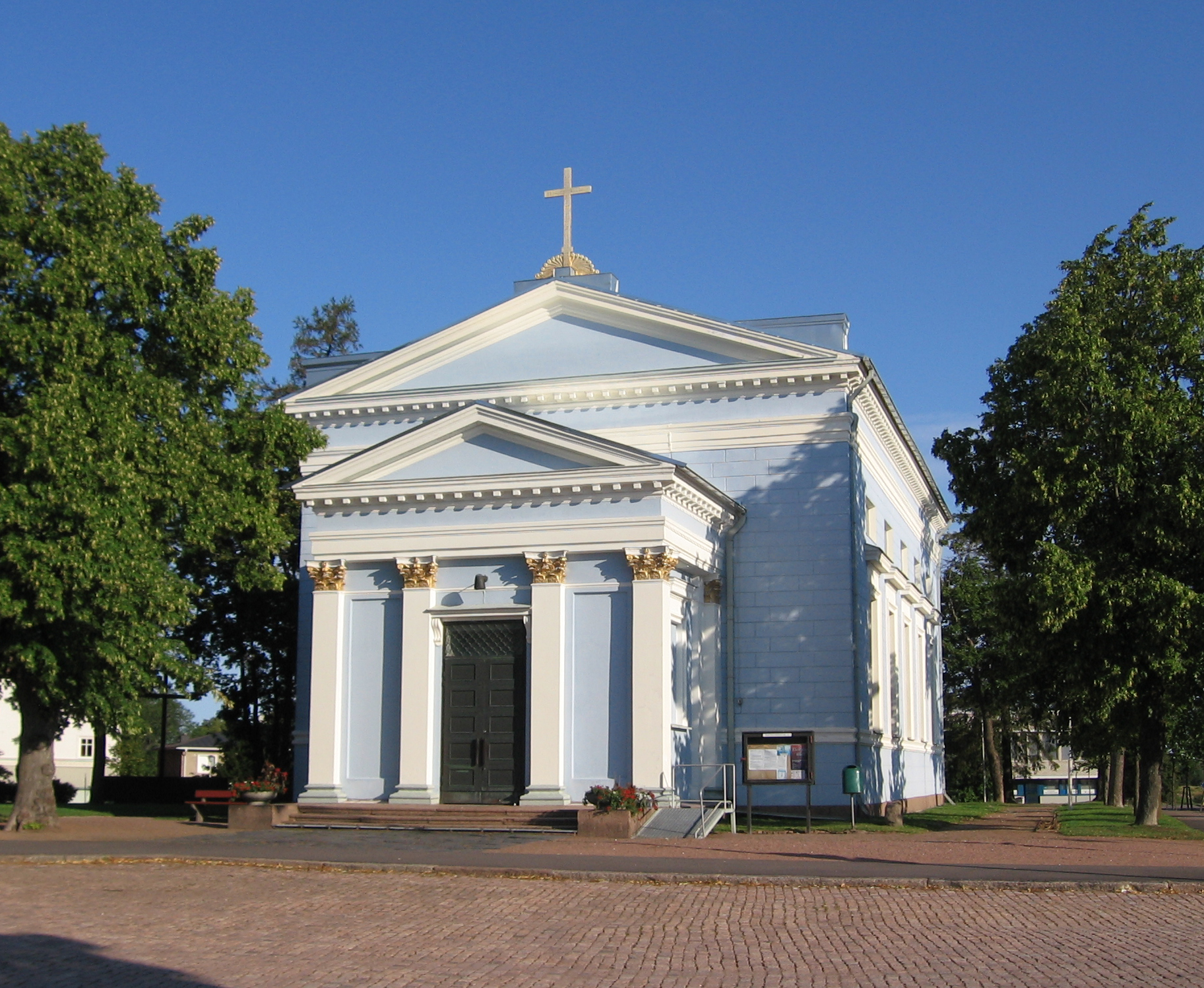
L'église Saint-Jean de Hamina
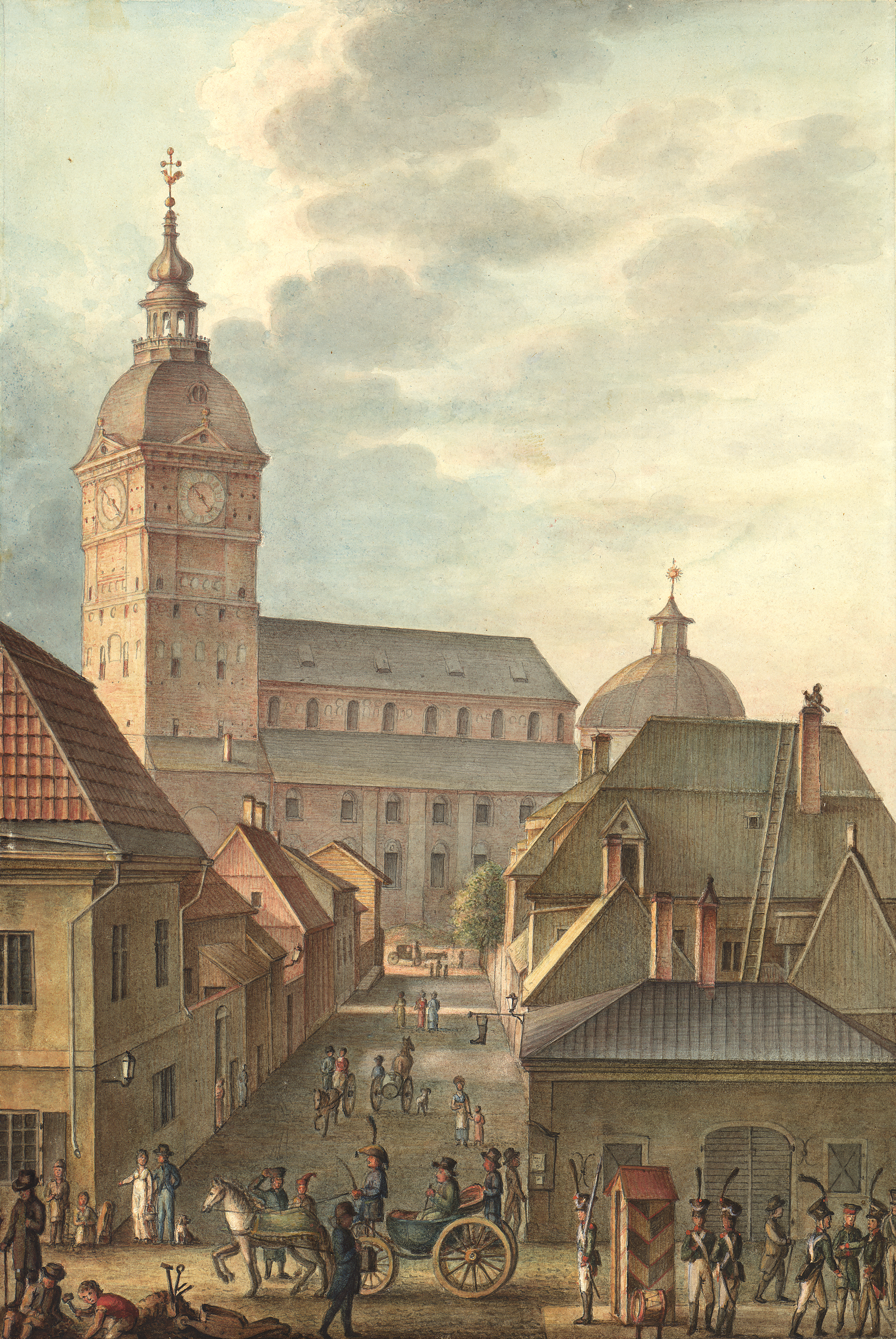
La cathédrale de Turku
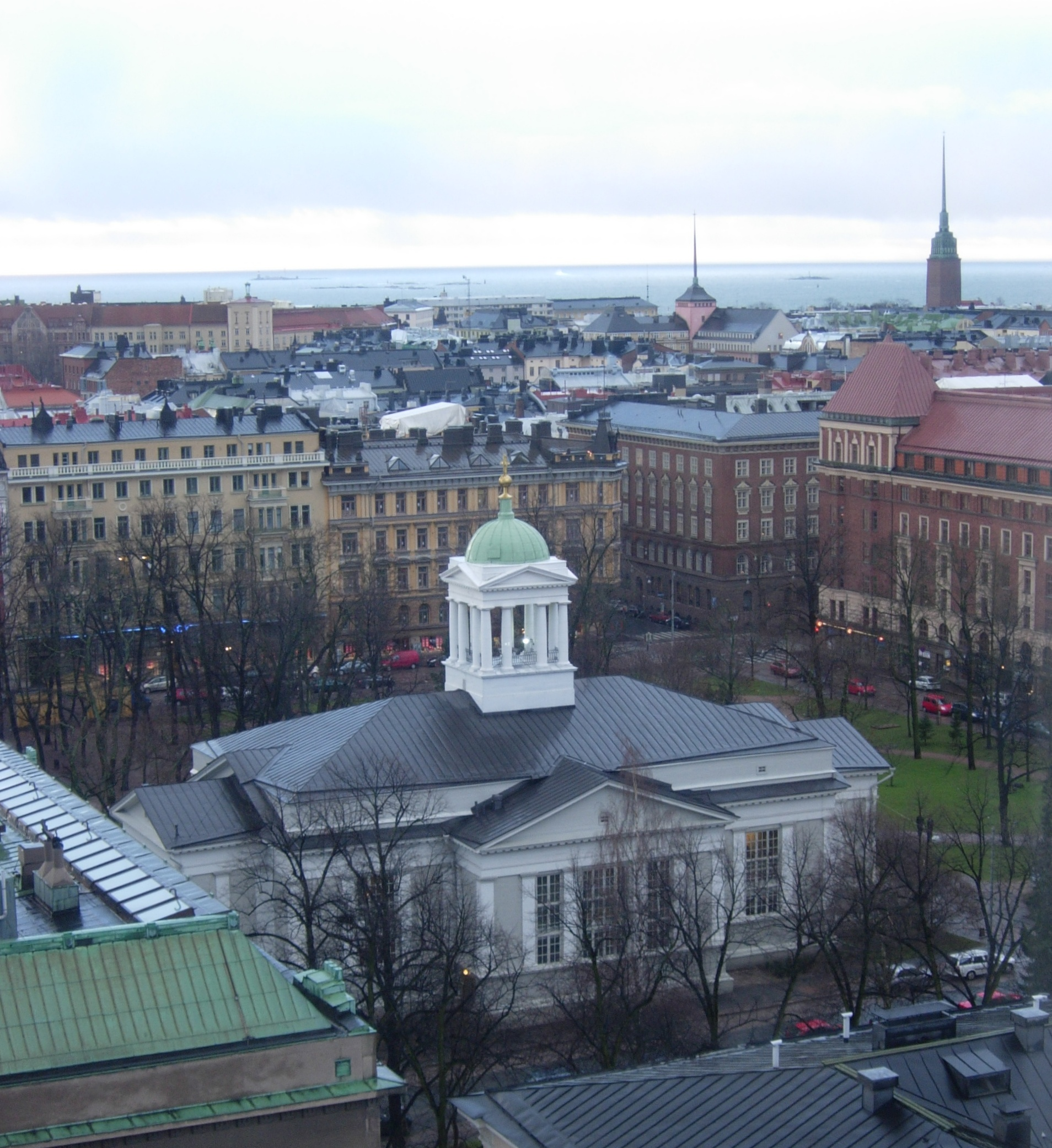
La vieille église d'Helsinki
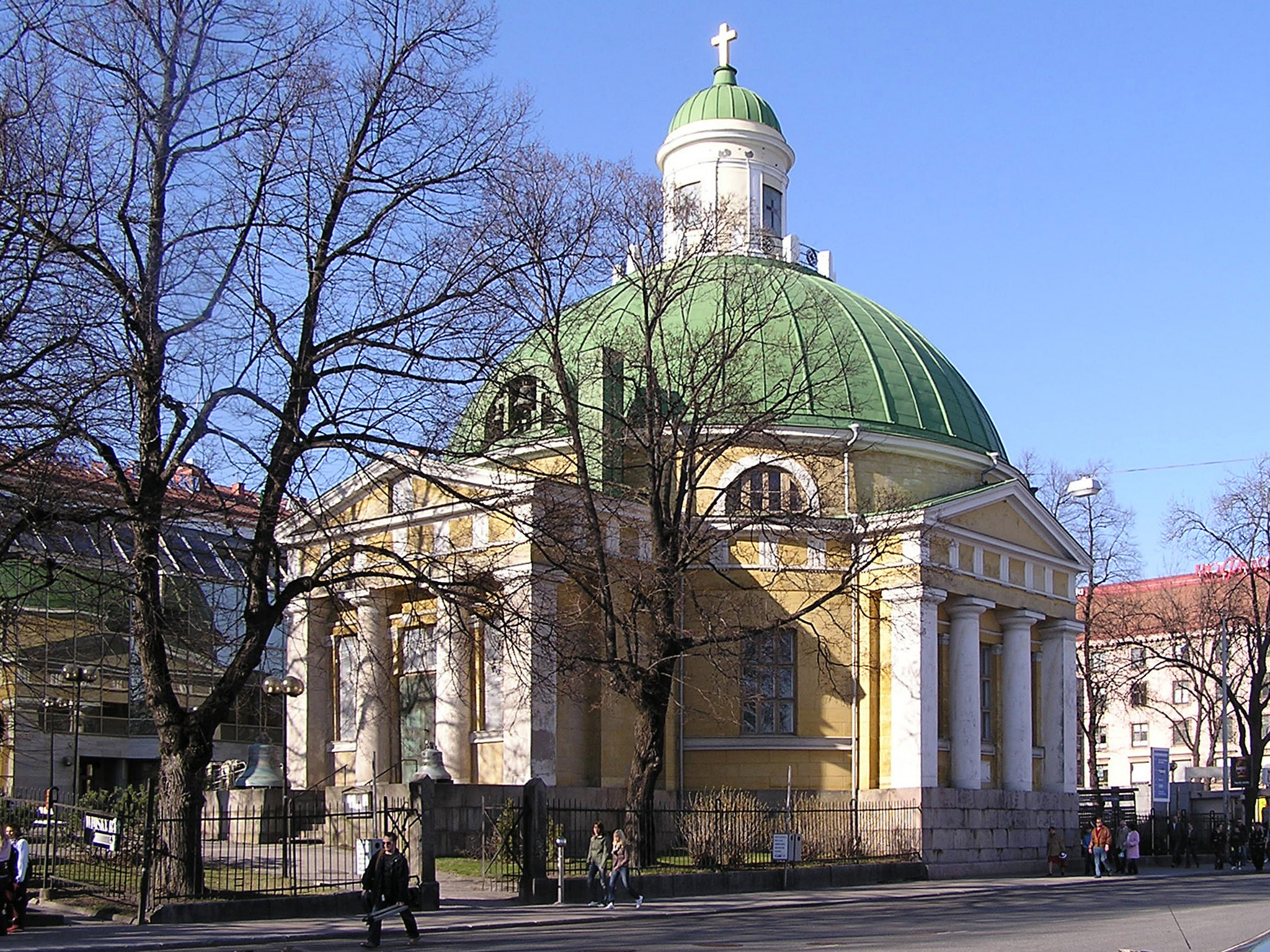
Eglise orthodoxe  de Turku.

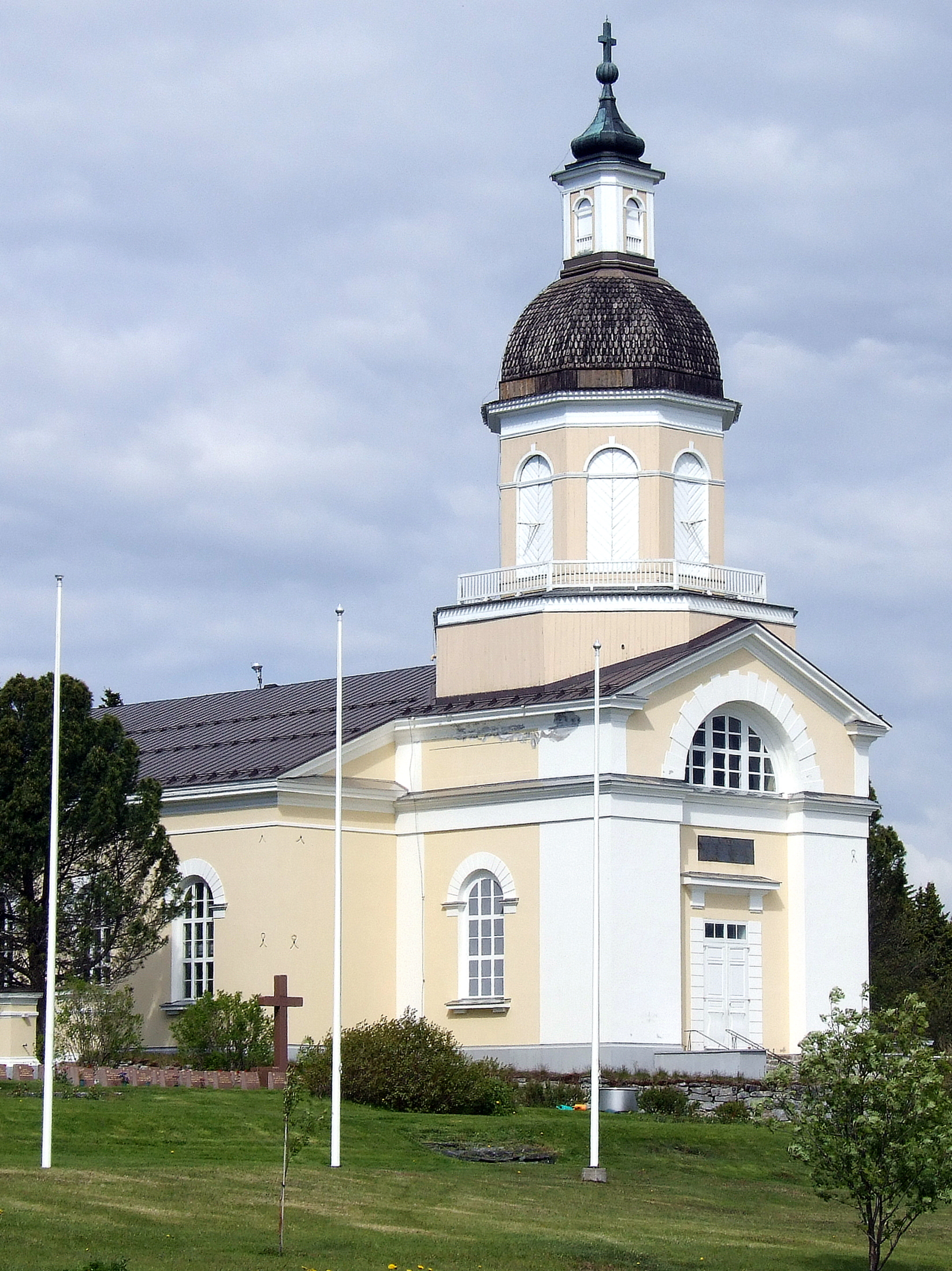
L'église de Keminmaa
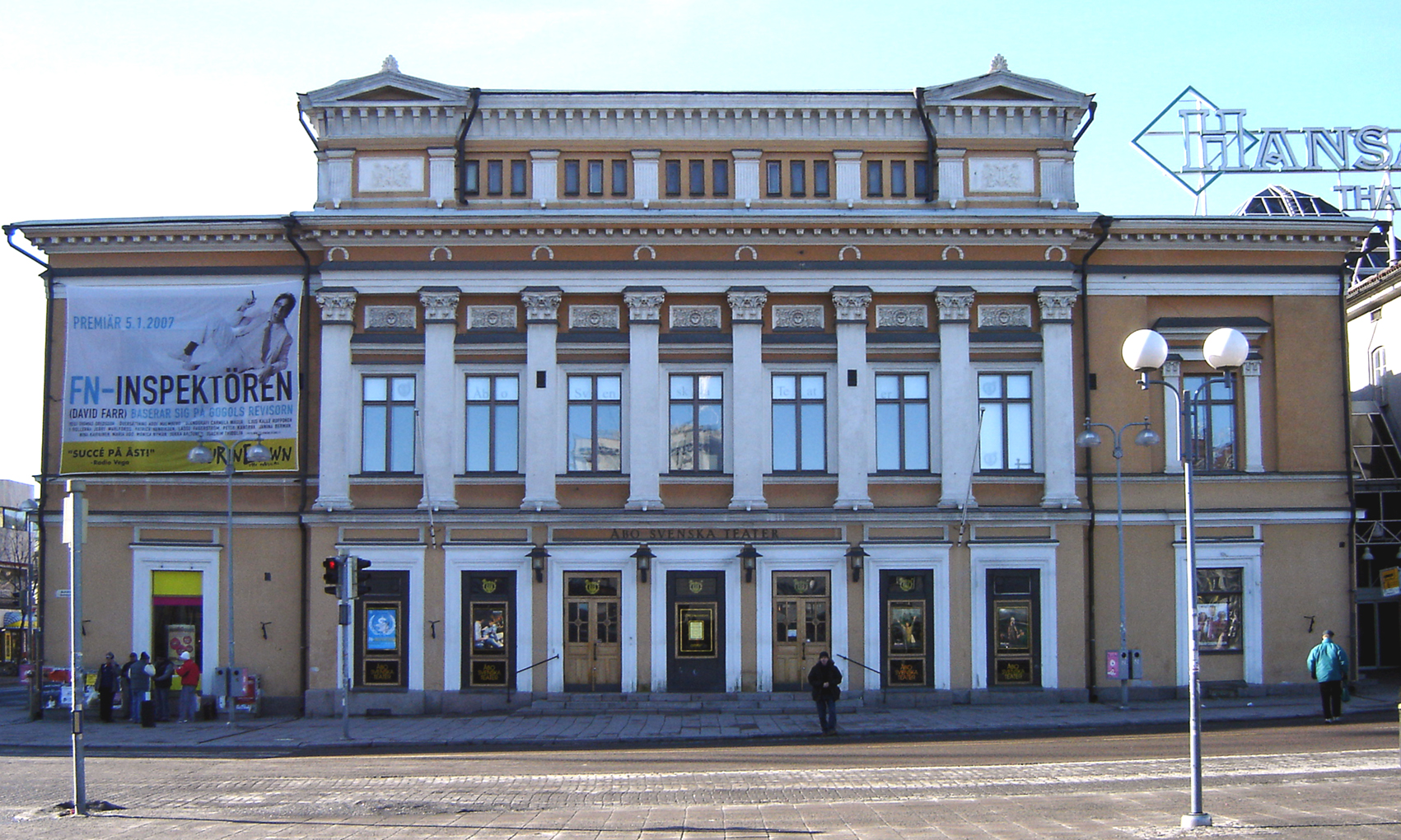
Le théâtre suédois de Turku
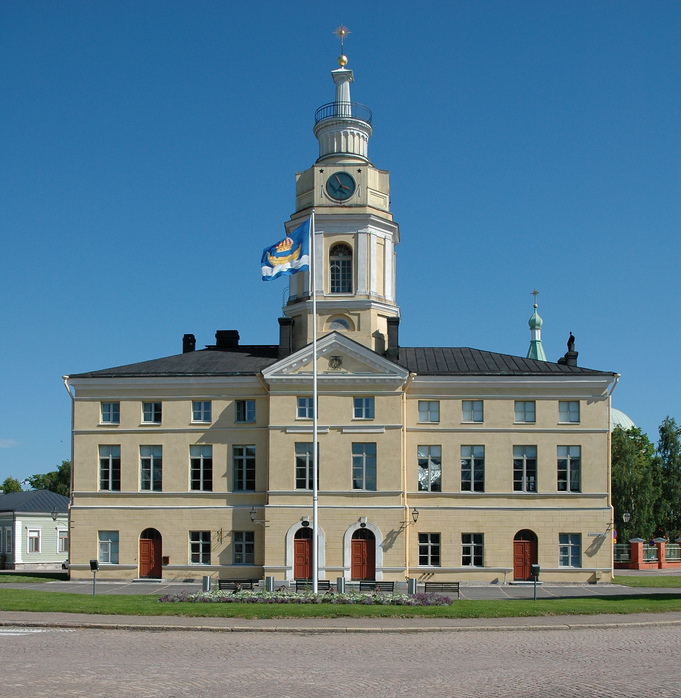
La mairie d'Hamina
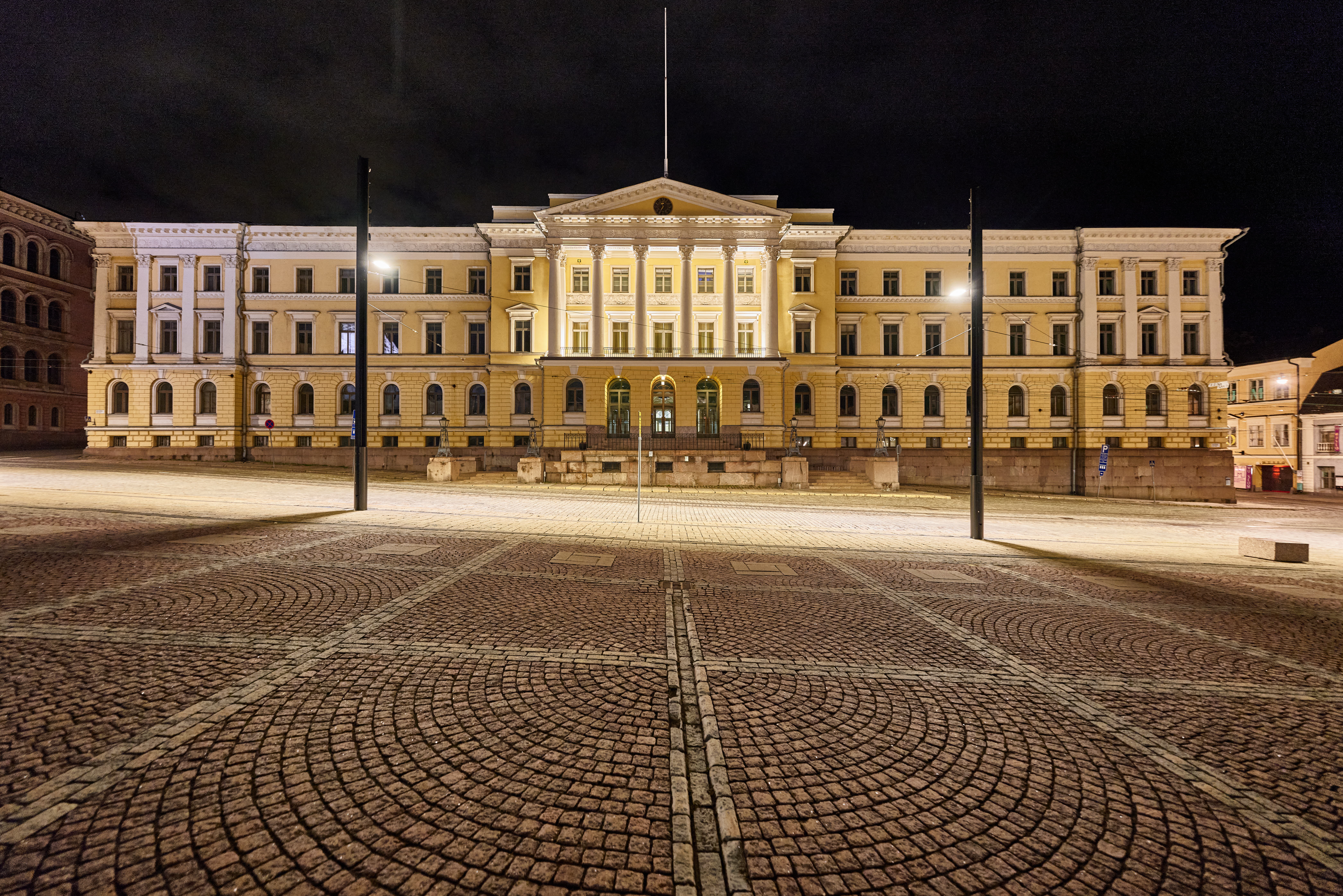
Palaid du gouvernement à Helsinki.
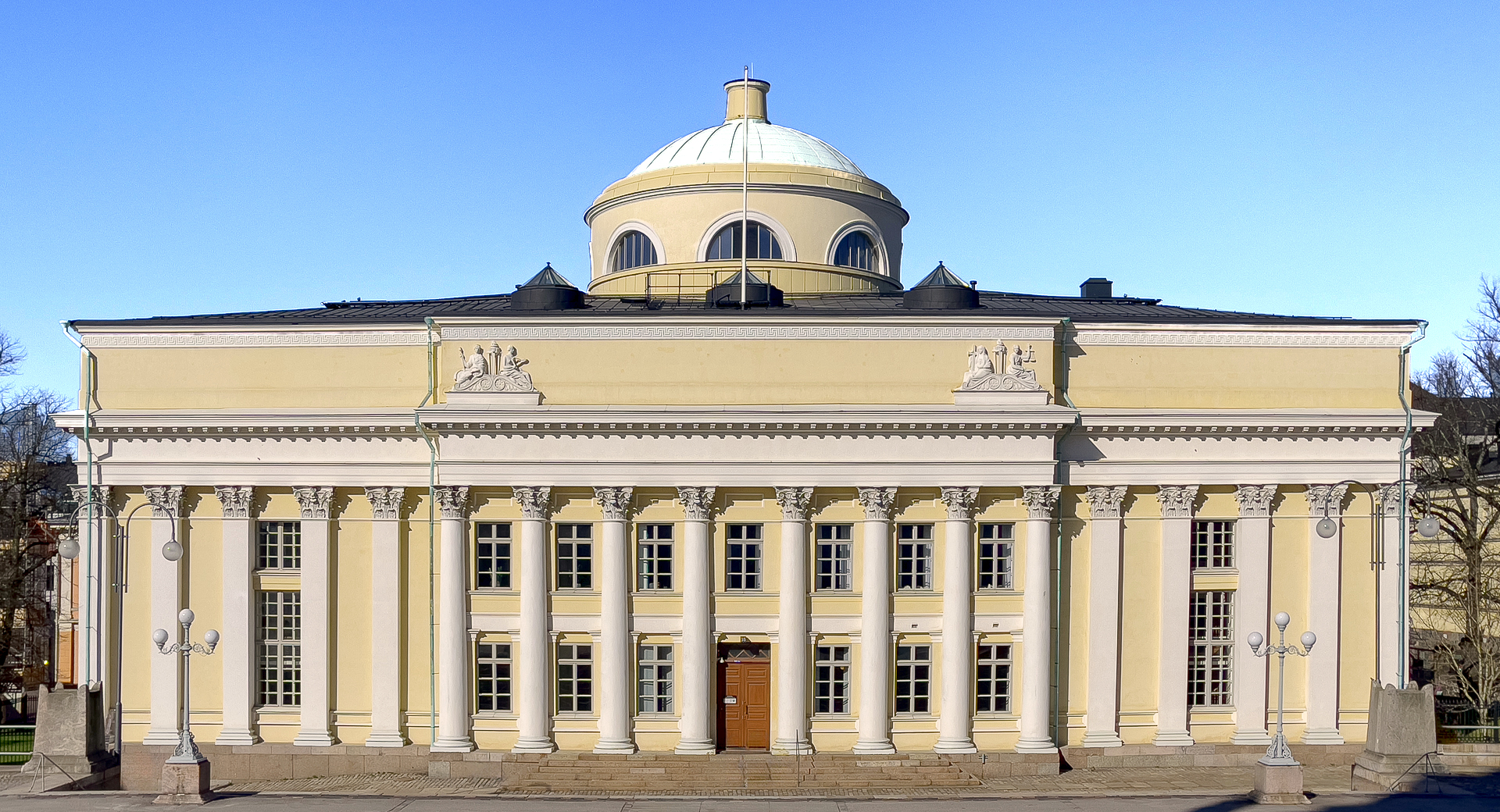
Bibliothèque nationale de Finlande.

## Sources bibliographiques
- (fi) Nils Erik Wickberg, Carl Ludvig Engel, Ville d'Helsinki, 1973
- (fi) Kalevi Pöykkö, Carl Ludvig Engel 1778–1840. Architecte de la capitale, Musée municipal d'Helsinki, 1990
- (fi) Henrik Lilius, Carl Ludvig Engel (1778–1840). Article dans le volume :  Suomen kansallisbiografia II, Société de littérature finlandaise, 2003